# Edmund Stoiber
Dr. jur. Edmund Rüdiger Stoiber (* 28. září 1941 Oberaudorf) je bavorský politik, bývalý ministerský předseda spolkové země Bavorsko (1993–2007) a předseda Křesťansko-sociální unie (CSU). V současnosti je předsedou skupiny na vysoké úrovni pro snižování administrativní zátěže pro firmy v Unii.
Do politiky vstoupil v roce 1974. V roce 2002 se ve volbách neúspěšně střetnul v boji o post Spolkového kancléře s Gerhardem Schröderem. Za manželku má sudetskou Němku, což bývá dáváno do souvislosti s jeho odporem k tzv. Benešovým dekretům. Každoročně se účastní výročních srazů Sudetoněmeckého landsmanšaftu.

## Vyznamenání
- Bavorský řád za zásluhy – Bavorsko, 1984[1]
- Velký řád krále Dmitara Zvonimira – Chorvatsko, 1996[2]
- velkokříž Řádu prince Jindřicha – Portugalsko, 13. srpna 1998[3]
- velkokříž Řádu rumunské hvězdy – Rumunsko, 1999[4]
- velkodůstojník Záslužného řádu Maďarské republiky – Maďarsko, 2000
- velká čestná dekorace ve zlatě na stuze Čestného odznaku Za zásluhy o Rakouskou republiku – Rakousko, 2000[5]
- komandér Řádu čestné legie – Francie, 2002
- důstojník Národního řádu Québecu – Québec, 2003
- velkokříž Záslužného řádu Spolkové republiky Německo – Německo, 2004
- velkokříž Řádu zásluh o Italskou republiku – Itálie, 21. března 2006[6]
- Řád za zásluhy Bádenska-Württemberska – Bádensko-Württembersko, 2009